# Brošniv-Osada
Brošniv-Osada (in ucraino Брошнів-Осада?; in russo Брошнев-Осада?, Brošnev-Osada; in polacco Broszniów-Osada) è un insediamento rurale (5419 abitanti) nel distretto di Kaluš, nell'oblast' di Ivano-Frankivs'k. Ospita l'amministrazione della comunità territoriale di Brošniv-Osada, una delle comunità territoriali dell'Ucraina
Fino al 18 luglio 2020 Brošniv-Osada faceva parte del distretto di Rožnjativ, abolito come parte della riforma amministrativa dell'Ucraina, che ha ridotto a sei il numero dei distretti dell'oblast' di Ivano-Frankivs'k. L'area del distretto di Rožnjativ è stata fusa nel distretto di Kaluš.
Fino al 26 gennaio 2024 Brošniv-Osada era classificata come insediamento di tipo urbano. Da tale data è entrata in vigore una nuova legge che ha abolito questo status e Brošniv-Osada è stata riclassificata come insediamento rurale.